# Паниагуа, Эмануэль
Эмануэ́ль Паниа́гуа Леа́ньо (исп. Emanuel Paniagua Leaño; род. 5 ноября 2005, Тариха) — боливийский футболист, вингер клуба «Олвейс Реди».

## Клубная карьера
Паниагуа — воспитанник клуба «Олвейс Реди». 25 апреля 2023 года в поединке Кубка Боливии против «Блуминга» Эмануэль дебютировал за основной состав. 10 мая в матче против «Вака Диес» он дебютировал в боливийской Примеры. 21 ноября 2024 года в поединке против «Рояль Пари» Эмануэль забил свой первый гол за «Олвейс Реди».

## Международная карьера
В 2025 году Паниагуа в составе молодёжной сборной Боливии принял участие в молодёжном чемпионате Южной Америки в Венесуэле. На турнире он сыграл в матчах против команд Эквадора и Бразилии.